# Банных, Александр Михайлович
Александр Михайлович Банных (1899—1964) — советский промышленный деятель и учёный, доктор технических наук, профессор.

## Биография
Родился 8 ноября (по другим данным 24 ноября) 1899 года в селе Никольское Липецкого уезда Тамбовской губернии.
В 1926 году окончил Ленинградский политехнический институт (ныне Санкт-Петербургский политехнический университет Петра Великого) по специальности «инженер-металлург» доменного производства.
В 1926—1939 годах работал на Енакиевском металлургическом заводе, пройдя ступени от инженера до начальника доменного цеха. В 1939—1944 годах работал на Магнитогорском металлургическом комбинате: заместитель главного инженера по коксовому и доменному производствам, заместитель начальника технического отдела комбината. Здесь А. М. Банных разработал и внедрил большое количество рационализаторских предложений, направленных на повышение производительности доменных печей; на комбинате им была предложена и осуществлена специальная технология агломерации марганцевых руд.
В 1944—1962 годах Александр Банных работал в Магнитогорском горно-металлургическом институте (ныне Магнитогорский государственный технический университет) — был заведующим кафедрой металлургии чугуна и заместителем ректора по учебно-научной работе. Одновременно продолжал своё образование, занимался научной деятельностью и в 1945 году ему было присвоено ученое звание профессора. В числе его учеников — доктора технических наук, профессора М. А. Стефанович и Н. Н. Бабарыкин; кандидаты технических наук, доценты В. К. Кропотов, А. Г. Неясов. А. М. Банных был автором ряда научных работ. Занимался общественной деятельностью.
Александр Михайлович Банных был награждён орденами Ленина, Трудового Красного Знамени и «Знак Почета», а также медалями, в числе которых «За доблестный труд в Великой
Отечественной войне 1941—1945 гг.».
Умер в Магнитогорске 17 сентября 1964 года. Похоронен на Правобережном кладбище Магнитогорска, где в 1981 году рядом с ним была похоронена его жена Ангелина Васильевна.
Его сын — Олег Александрович Банных тоже стал известным учёным.